# August Kammer
August Kammer   (Brooklyn, 3 de juny de 1912 - Florida, 21 de febrer de 1996) va ser un jugador d'hoquei sobre gel i de golf estatunidenc que va competir durant les dècades de 1930 i 1940.
Estudià a la Universitat Princeton i el 1936 va prendre part en els Jocs Olímpics de Garmisch-Partenkirchen, on guanyà la medalla de bronze en la competició d'hoquei sobre gel.
També destacà com a jugador de golf amateur. El 1947 guanyà la Walker Cup.